# Oak Creek Irrigation Canal
Le Oak Creek Irrigation Canal est un canal d'irrigation du comté de Washington, dans l'Utah, aux États-Unis. Protégé au sein du parc national de Zion, il est inscrit au Registre national des lieux historiques depuis le 7 juillet 1987.